# Обитічна коса
Обиті́чна коса́ — найдовша коса на північному узбережжі Азовського моря, навпроти гирла річки Обитічної, у Бердянському районі Запорізької області.

## Опис
Вдається у море на 30 км між Обитічною та Бердянською затокою. Західний берег коси дуже розчленований мілкими та вузькими затоками, східний — прямолінійний. Поверхня коси — слабкохвиляста рівнина, що піднімається над рівнем моря на 1,5—2 м. Складається з піску та черепашок. Спостерігається поступове зниження коси із сходу на захід. Характерний дюнний рельєф. У центральній частині Обитічної коси — мілкі невеликі солоні озера. У період осінніх і весняних штормів значна частина прибережних відмілин затоплюється, у вузьких місцях коси (до 8 м) виникають тимчасові протоки. При середній частині коси, з її західного боку, є декілька острівців.

## Флора та фауна
Переважає піщано-степова, прибережно-водна та галофітна рослинність, навколо озер — зарості осок, ситника та очерету південного. На площі близько 200 га створені захисні деревно-чагарникові насадження. Місце гніздування та відпочинку численних водоплавних птахів, масового нересту морських риб вздовж узбережжя.
Раніше частина природної зони була використана під  виноградники та сади. На території коси розташований заказник загальнодержавного значення — Обитічна Коса.